# Charles de L’Écluse
Jules Charles de L’Écluse (lub: de l'Escluse; łac. Carolus Clusius; pol. dawniej Karol Kluzjusz, ur. 1526, zm. 1609) – francuski lekarz i botanik, działający we Flandrii (Belgii), jeden z najwybitniejszych botaników XVI wieku. 

## Życiorys
Jako pierwszy w historii stworzył naukowe (w dzisiejszym rozumieniu) opisy gatunków roślin. Był twórcą jednego z pierwszych ogrodów botanicznych w Europie (w Lejdzie) i „ojcem” współczesnego ogrodnictwa. Uznawany jest również za pierwszego mykologa w dziejach światowej botaniki.
Na jego cześć botanik Charles Plumier (1646-1704) wprowadził do botaniki nazwę rodzajową Clusia i nazwę rodziny Clusiaceae. Jego nazwisko przypomina najpiękniejsza z goryczek – goryczka krótkołodygowa, zwana również goryczką Kluzjusza.